# R-7 (rodzina rakiet)
Rakiety R-7 (ros. Р-7) – seria rosyjskich (dawniej radzieckich) rakiet nośnych bazujących na pocisku balistycznym R-7, pierwszym na świecie pocisku typu ICBM.
Kilka rakiet typu R-7 zostało użytych do załogowych lotów kosmicznych. Obecnie na świecie istnieją 3 kosmodromy obsługujące rakiety typu R-7:
- Kosmodrom Plesieck, Federacja Rosyjska
- Kosmodrom Bajkonur, Republika Kazachstanu
- Gujańskie Centrum Kosmiczne, Gujana Francuska (terytorium zależne Francji).

## Wersje rakiet R-7
| Nazwa           | Numer indeksu GRAU | Funkcja       | Liczba stopni* | Pierwszy lot        | Ostatni lot      | Starty       | Starty       | Starty       | Uwagi                                                                                          |
| Nazwa           | Numer indeksu GRAU | Funkcja       | Liczba stopni* | Pierwszy lot        | Ostatni lot      | Wszystkie    | Udane        | Nieudane     | Uwagi                                                                                          |
| --------------- | ------------------ | ------------- | -------------- | ------------------- | ---------------- | ------------ | ------------ | ------------ | ---------------------------------------------------------------------------------------------- |
| R-7             | 8K71               | ICBM          | 1              | 15 maja 1957        | 27 lutego 1961   | 27           | 18           | 9            | Pierwszy pocisk ICBM na świecie                                                                |
| Sputnik PS      | 8K71PS             | Rakieta nośna | 1              | 4 października 1957 | 3 listopada 1957 | 2            | 2            | 0            | Pierwsza w historii rakieta nośna Wyniosła satelity Sputnik 1 i Sputnik 2                      |
| Sputnik         | 8A91               | Rakieta nośna | 1              | 27 kwietnia 1958    | 15 maja 1958     | 2            | 1            | 1            | Wystrzeliła satelitę Sputnik 3                                                                 |
| Łuna            | 8K72               | Rakieta nośna | 2              | 23 grudnia 1958     | 16 kwietnia 1960 | 9            | 2            | 7            | Wyniosła pierwsze sondy księżycowe                                                             |
| R-7A            | 8K74               | ICBM          | 1              | 23 grudnia 1959     | 25 lipca 1967    | 21           | 18           | 3            |                                                                                                |
| Wostok Ł        | 8K72Ł              | Rakieta nośna | 2              | 15 maja 1960        | 1 grudnia 1960   | 4            | 3            | 1            |                                                                                                |
| Mołnia          | 8K78               | Rakieta nośna | 3              | 20 stycznia 1960    | 3 grudnia 1965   | 26           | 12           | 14           |                                                                                                |
| Wostok K        | 8K72K              | Rakieta nośna | 2              | 22 grudnia 1960     | 10 lipca 1964    | 13           | 11           | 2            | Użyta w załogowych misjach programu Wostok Pierwsza rakieta, która wyniosła człowieka w kosmos |
| Mołnia Ł        | 8K78L              | Rakieta nośna | 4              | Niezbudowana        | Niezbudowana     | Niezbudowana | Niezbudowana | Niezbudowana |                                                                                                |
| Wostok 2        | 8A92               | Rakieta nośna | 2              | 1 czerwca 1962      | 12 maja 1967     | 45           | 40           | 5            |                                                                                                |
| Poliot          | 11A59              | Rakieta nośna | 1              | 1 listopada 1963    | 12 kwietnia 1964 | 2            | 2            | 0            | Testy broni antysatelitarnej                                                                   |
| Woschod         | 11A57              | Rakieta nośna | 2              | 16 listopada 1963   | 29 czerwca 1976  | 300          | 277          | 23           | Wyniosła załogi lotów Woschod 1 i Woschod 2                                                    |
| Mołnia M        | 8K78M              | Rakieta nośna | 3              | 19 lutego 1964      | 30 września 2010 | 297          | 276          | 21           |                                                                                                |
| Wostok 2M       | 8A92M              | Rakieta nośna | 2              | 28 sierpnia 1964    | 29 sierpnia 1991 | 94           | 92           | 2            |                                                                                                |
| Sojuz-Wostok    | 11A510             | Rakieta nośna | 3              | 27 grudnia 1965     | 20 lipca 1966    | 2            | 2            | 0            |                                                                                                |
| Sojuz           | 11A511             | Rakieta nośna | 2              | 28 listopada 1966   | 24 maja 1975     | 30           | 28           | 2            | Wyniosła pierwsze pojazdy załogowe programu Sojuz                                              |
| Sojuz B         | 11K55              | Rakieta nośna | 2              | Niezbudowana        | Niezbudowana     | Niezbudowana | Niezbudowana | Niezbudowana |                                                                                                |
| Sojuz W         | 11K56              | Rakieta nośna | 2              | Niezbudowana        | Niezbudowana     | Niezbudowana | Niezbudowana | Niezbudowana |                                                                                                |
| Sojuz R         | 11A514             | Rakieta nośna | 2              | Niezbudowana        | Niezbudowana     | Niezbudowana | Niezbudowana | Niezbudowana |                                                                                                |
| Sojuz Ł         | 11A511Ł            | Rakieta nośna | 2              | 24 listopada 1970   | 12 sierpnia 1971 | 3            | 3            | 0            |                                                                                                |
| Sojuz M         | 11A511M            | Rakieta nośna | 2              | 27 grudnia 1971     | 31 marca 1976    | 8            | 8            | 0            |                                                                                                |
| Sojuz U         | 11A511U            | Rakieta nośna | 2              | 18 maja 1973        | 22 lutego 2017   | 786 +1       | 765          | 22           | Jedna z najczęściej używanych rakiet nośnych Użyta do załogowych lotów programu Sojuz          |
| Sojuz U2        | 11A511U2           | Rakieta nośna | 2              | 23 grudnia 1982     | 3 września 1995  | 72           | 72           | 0            | Używana w programie Sojuz Paliwem była mieszanka nafty syntetycznej (Syntin) i ciekłego tlenu  |
| Sojuz FG        | 11A511U-FG         | Rakieta nośna | 2              | 20 maja 2001        | 25 września 2019 | 70           | 69           | 1            | Używana głównie do lotów załogowych i towarowych na ISS                                        |
| Sojuz 2.1A      | 14A14A             | Rakieta nośna | 2              | 8 listopada 2004    | Aktywna          | 8            | 7            | 1            |                                                                                                |
| Sojuz 2.1B      | 14A14B             | Rakieta nośna | 2              | 27 grudnia 2006     | Aktywna          | 7            | 6            | 1            |                                                                                                |
| * Bez dopalaczy |                    |               |                |                     |                  |              |              |              |                                                                                                |